# Kachholi
Kachholi är en ort i Indien.   Den ligger i distriktet Navsari och delstaten Gujarat, i den västra delen av landet, 1 000 km söder om huvudstaden New Delhi. Kachholi ligger 17 meter över havet och antalet invånare är 7 000.
Terrängen runt Kachholi är mycket platt. Runt Kachholi är det tätbefolkat, med 570 invånare per kvadratkilometer. Närmaste större samhälle är Bilimora, 7,7 km söder om Kachholi. Trakten runt Kachholi består till största delen av jordbruksmark.